# Pleuropetalum calospermum
Pleuropetalum calospermum är en amarantväxtart som beskrevs av Paul Carpenter Standley. Pleuropetalum calospermum ingår i släktet Pleuropetalum och familjen amarantväxter. Inga underarter finns listade i Catalogue of Life.